# Narrowcasting
Narrowcasting fa referència a la difusió de la informació a través d'internet, la ràdio, la premsa o la televisió cap a un públic segmentat i seleccionat en funció dels seus valors, preferències, atributs demogràfics o subscripció. És l'oposat al terme broadcasting, que fa referència a la difusió de masses. Pel sector del màrqueting el narrowcasting és la difusió de la informació que implica missatges dels mitjans de comunicació a una audiència més específica.
El narrowcast es basa en la idea postmoderna que no existeixen audiències massives. Mentre que els primers usos del terme van aparèixer en el context dels programes de ràdio de subscripció a finals del 1940, el concepte va aparèixer gràcies a un informe de 1967 del científic C.R. Licklider, defensor de la radiodifusió.
"Una multiplicitat de xarxes de televisió dirigides a atendre les necessitats de les audiències menors i especialitzades." Licklider va declarar: "m'agradaria utilitzar el terme difusió restringida" rebutjant les limitacions de la difusió de masses d'una forma monolítica.
El terme "difusió selectiva" pot aplicar-se també a la difusió de la informació a una audiència (pública o privada) que per la seva naturalesa, limitada geogràficament, requereix una difusió localitzada de la informació.

## Origen televisiu i evolució
Durant els anys 90, quan la televisió americana encara es sustentava en tres canals principals (ABC, CBS i NBC), es creia encara que l'objectiu per aconseguir era la producció de contingut que arribés al màxim d'audiència possible, ignorant per tant aquells projectes que podien estar dirigits a un públic més reduït. Això es donava principalment perquè, en concret als primers anys de la televisió, gairebé només hi havien tres canals, fet que donava lloc a no gaire per no dir cap mena de competició. No obstant, això va canviar amb l'arribada de molts canals de televisió per cable, estacions independents i l'èxit dels videocassets, cosa que va donar als espectadors la possibilitat d'escollir allò que volien veure. Per tant, aquesta visió orientada a les masses va començar a transformar-se en una més orientada a les minories, o a audiències més reduïdes.
Precisament amb l'arribada de la televisió per cable es va permetre als productors i programadors que es dirigissin a audiències més petites. Per exemple, la MTV va començar sent el canal dedicat per aquells que eren amants de la música i, avui en dia, gairebé ha oblidat la "música" de les seves sigles, doncs va iniciar la producció de diversos shows dirigits a diferents interessos abandonant el seu únic tema central, sent prova de l'estat de diàspora constant en el qual es van convertir els canals.
Més tard, sorgeixen noves tecnologies de distribució com la Televisió per satèl·lit o la TDT en un context cada vegada més digital. L'audiència televisiva comença a adaptar les seves preferències i predileccions de consum i les opcions audiovisuals cada són cada vegada més amplies. Models de negoci alternatius com la TV de pagament van fer segmentar el mercat i van crear nous nínxols d'audiència que demanaven, cada vegada més, consumir programació de la seva preferència.

## Aplicació comercial
Els experts en màrqueting s'han interessat en els mitjans de difusió restringida com una eina de publicitat comercial, ja que l'accés al contingut implica l'exposició a una audiència potencialment consumidora d'informació específica i definida. La teoria és que, mitjançant la identificació de les dades demogràfiques, els anunciants poden orientar millor els seus mercats. Programes de televisió gravats prèviament sovint es transmeten a audiències captives a taxis, autobusos, ascensors i cues.

## Narrowcasting a Internet
Internet utilitza una difusió i un model de difusió restringida. La major part dels llocs web estan en un model de difusió, ja que qualsevol persona amb accés a Internet pot veure els llocs (Viquipèdia és un bon exemple, aquest lloc web pot ser rebut per qualsevol persona amb una connexió a Internet). No obstant això, els llocs que requereixen un usuari o registre abans de veure contingut es basen més en el model de difusió restringida. Tecnologies que envien informació als subscriptors són una altra forma de difusió restringida. Potser el millor exemple de difusió selectiva són llistes de correu electrònic on els missatges s'envien només a les persones que es subscriuen a la llista.
La difusió limitada també s'aplica a vegades a podcasting, ja que l'audiència per a un podcast és sovint específic i ben definit. El Dr Jonathan Sterne, de la Universitat McGill, va declarar: "La difusió limitada és una forma de difusió, si aquest últim terme s'entén com la" àmplia difusió de continguts a través de mitjans mecànics o electrònics '. " Un altre unidireccional, els mitjans tradicionals s'acosta a la difusió selectiva, com ara Internet Talk Ràdio, es pot contrastar amb els programes de ràdio de difusió. narrowcasting enfocaments se centren en un tema específic (estret), mentre que els programes de difusió tenen una cobertura més àmplia de temes generals.

## Interactiu
Un nou tipus de difusió restringida està evolucionant en forma de difusió selectiva interactiva. El Narrowcasting interactiu permet als compradors influir en el contingut que es mostra a través de difusió restringida. Una manera de fer-ho és a través d'una pantalla tàctil. Cada vegada són més els sistemes que s'estan introduint en el mercat de difusió restringida.
L'usuari acciona el contingut i proporciona un mitjà excel·lent per a la comercialització de difusió restringida.
Aquests sistemes permeten a les marques comunicar-se amb els seus clients a través d'un ordinador personal. L'avantatge de la majoria dels projectes interactius narrowcasting és que són més eficaços i menys costosos en el temps.

## Impacte social
Aquesta evolució cap al narrowcasting va ser plantejada al 1993 per Hamid Naficy des d'un punt de vista molt interessant, centrant-se principalment en com, específicament a Los Ángeles, aquest canvi havia donat lloc a un contingut dirigit a una audiència molt reduïda,i les seves conseqüències social i culturalment parlant. Per exemple, el creixement dels programes de televisió de l'Orient Mitjà va convertir-los en "part de la dinàmica i polifacètica cultura popular produïda i consumida per comunitats immigrants i exiliades al sud de California." Així doncs, s'elaborava més contingut que no tenia la pressió de haver d'interessar a una audiència de masses i que, per tant, podia ser promogut i produït, cosa que feia molt més fàcil que les monories se sentissin representades al món de la televisió i, en conseqüència, integrades.